# 394

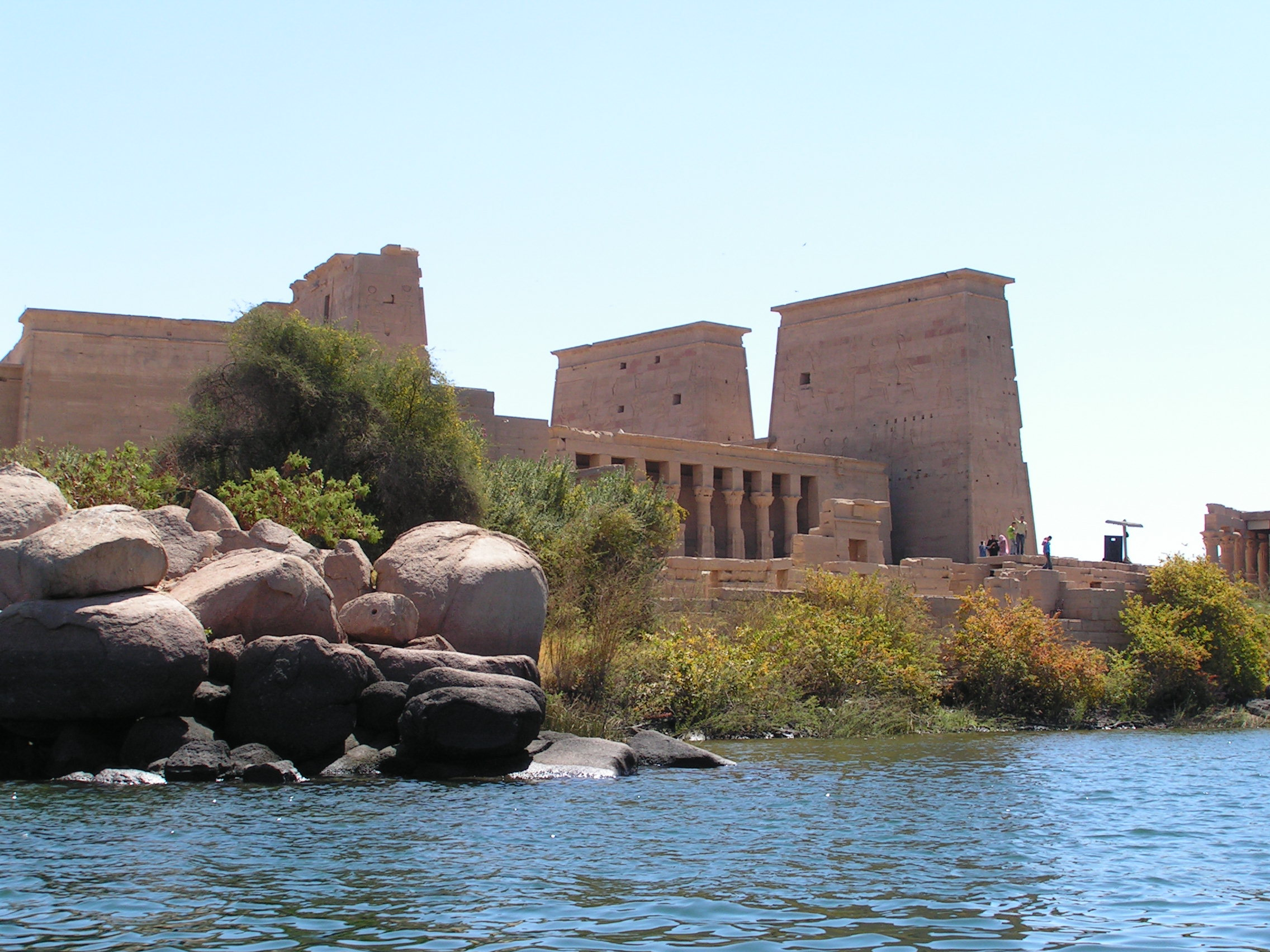
Oud-Egyptisch tempelcomplex op Philae

Het jaar 394 is het 94e jaar in de 4e eeuw volgens de christelijke jaartelling.

## Gebeurtenissen

### Europa
- 6 september - Slag aan de Frigidus: Keizer Theodosius I verslaat Eugenius, Romeins usurpator, in een bergpas in het huidige Slovenië. Het expeditieleger van Theodosius wordt ondersteund door 20.000 Visigoten onder aanvoering van Alarik. Na de veldslag vlucht Arbogast naar de Alpen en pleegt zelfmoord.
- Theodosius I laat de tempel van Apollon in Delfi (Griekenland) sluiten. Het heiligdom mag door heidenen niet meer worden bezocht.
- Theodosius I laat ook de tempel met de Vestaalse maagden in Rome sluiten.
- Christendom wordt staatsgodsdienst in het Romeinse Rijk

### Egypte
- 24 augustus - Op de Poort van Hadrianus in Philae (Aswan) worden de laatst dateerbare hiërogliefen inscripties aangebracht.

## Overleden
- 8 september - Arbogast, Frankische veldheer
- 6 september - Eugenius, Romeins usurpator
- Virius Nicomachus Flavianus, Romeins consul en schrijver